# Brandenberg (Moorenweis)
Brandenberg ist ein Gemeindeteil von Moorenweis im oberbayerischen Landkreis Fürstenfeldbruck. Der Weiler liegt circa zwei Kilometer südöstlich von Moorenweis.

## Geschichte
Das Kloster Wessobrunn besaß bis zur Mitte des 18. Jahrhunderts alle Höfe in Brandenberg.

## Baudenkmäler
Siehe auch: Liste der Baudenkmäler in Brandenberg
- Katholische Kapelle Mariä Heimsuchung